# كهنك شيباني (اسماعيلي كرمان)
کهنك شیباني (بالفارسية: کهنک شیبانی) هي منطقة سكنية تقع في إيران في منطقة إسماعيلي.